# 게하드 그리샤
게하드 자글롤 그리샤(아랍어: جهاد زغلول جريشة 지하드 자글롤 즈리샤[*], 1976년 2월 29일 ~ )는 이집트의 축구 심판으로 2008년부터 FIFA 국제 심판으로 활약하고 있다.

## 경력
그리샤는 2008년에 FIFA 국제 심판이 됐다.
그리샤는 2012년 아프리카 네이션스컵부터 2019년 아프리카 네이션스컵까지 주심을 맡았다. 2013년 아프리카 네이션스컵에서는 잠비아와 나이지리아 사이의 조별 리그 경기에서 주심을 맡았는데, 나이지리아 축구 연맹은 그리샤가 경기가 끝날 무렵에 잠비아에게 페널티 킥 기회를 준 것은 오심이었다며 아프리카 축구 연맹의 회장인 이사 하야투에게 항의 서한을 보냈고, 아프리카 축구 연맹은 그리샤를 남은 경기에 심판으로 배정하지 않겠다고 전했다.
2015년 FIFA U-20 월드컵에 주심으로 참가해 3·4위전을 포함해 세 경기에서 주심을 맡았고, 2016년 하계 올림픽 축구 남자 대회에 주심으로 참가해 피지 대 멕시코의 조별 리그 경기와 대한민국 대 온두라스의 8강 경기에서 주심을 맡았다. 2017년 FIFA U-20 월드컵에도 주심으로 참가해 두 경기에서 주심을 맡았다. 2018년 3월 29일에는 2018년 FIFA 월드컵에 참가할 36명의 주심 가운데 한 명으로 뽑혔고, 6월 24일에 열린 잉글랜드 대 파나마의 FIFA 월드컵 조별 리그 경기에서 주심을 맡았다.
그리샤는 2019년 5월 24일에 열린 위다드 카사블랑카와 에스페랑스 스포르티브 드 튀니스 사이의 2018-19년 CAF 챔피언스리그 결승전 경기에서 주심을 맡았는데, 경기가 끝난 뒤 위다드 카사블랑카 측은 아프리카 축구 연맹의 회장인 아흐마드 아흐마드에게 그리샤가 경기 내내 명백한 득점과 페널티 킥을 인정하지 않는 등 잦은 실수를 범하고 에스페랑스 스포르티브 드 튀니스에게 유리한 판정을 내려 경기의 양상을 바꾸었다며 항의 서한을 보냈고, 아프리카 축구 연맹은 그리샤의 심판 자격을 6개월 동안 정지하기로 했다. 이집트 축구 연맹은 그리샤의 심판 자격을 정지하는 징계가 부당하다고 항소했고, 6월 14일에 이집트 축구 연맹은 그리샤에게 내려진 징계가 취소됐다고 밝혔다.